# Fenkil Northern Red Sea Challenge
Das Fenkil Northern Red Sea Challenge ist ein Straßenradrennen in Eritrea.
 
Bei der Erstaustragung im Jahr 2013 wurde das Radrennen als Etappenrennen ausgetragen. Im Jahr 2016, bei der Neuauflage des Rennens, wurde es als Eintagesrennen veranstaltet. 
Das Rennen ist Teil der UCI Africa Tour und ist dort in der Kategorie 1.2 eingestuft. Als Rundfahrt war es in der Kategorie 2.2 klassiert. Sieger beim Etappenrennen wurde Tesfay Abraha aus Eritrea. Bei dem Eintagesrennen siegte Michael Habtom ebenfalls aus Eritrea.

## Sieger
- 2017  Pierpaolo Ficara
- 2016  Michael Habtom
- 2015 nicht ausgetragen
- 2014 nicht ausgetragen
- 2013  Tesfay Abraha